# Joseph Schramm
Josef Schramm, dit Sepp, (né le 5 juin 1938 à Landshut) est un joueur professionnel allemand de hockey sur glace.

## Carrière
Schramm devient professionnel à 19 ans au sein de l'EV Landshut où il fera toute sa carrière.
Avec l'équipe d'Allemagne, il est sélectionné 52 fois et participe notamment aux Jeux olympiques de 1968.
Il devient champion d'Allemagne en 1970. Il met fin à sa carrière en 1972 après 244 matches de Bundesliga. Il tente de revenir en 1974 mais ne le peut à cause de blessures.

## Palmarès
- Champion d'Allemagne : 1970